# Antepipona doursii
Antepipona doursii é uma espécie de insetos himenópteros, mais especificamente de vespas pertencente à família Vespidae.
A autoridade científica da espécie é Saussure, tendo sido descrita no ano de 1855.
Trata-se de uma espécie presente no território português.